# Бейтс, Роберт Уильям
Роберт Уильям Бейтс (англ. Robert William Bates; 12 декабря 1948, Белфаст — 11 июня 1997, там же) — ольстерский лоялист, член Ольстерских добровольческих сил и член банды «Шенкиллских мясников», во главе которой стоял Ленни Мёрфи. Банда численностью 11 человек в 1970-е годы совершила убийство 19 католиков — жителей Белфаста — на почве межрелигиозной ненависти. В 1977 году Бейтс был арестован, признан через два года виновным в убийствах 10 человек и приговорён к пожизненному лишению свободы без права на помилование. В 1996 году отрёкшийся от своих политических убеждений и раскаявшийся за свои преступления Бейтс был условно-досрочно освобождён, но через год застрелен сыном одной из своих жертв — протестанта, похищенного и убитого в 1977 году.

## Преступная деятельность
Бейтс родился 12 декабря 1948 года в семье ольстерских протестантов, вырос на Шенкилл-Роуд в Белфасте. Учился в средней школе Баллигомартин, вместе с Сэмюэлом «Большим Сэмом» Макаллистером был известен как отъявленный хулиган. В 1966 году Бейтс фигурировал в полицейских сводках Белфаста, поскольку его обвиняли в семи случаях избиения людей и нарушения общественного порядка: по рассказам очевидцев, Бейтс участвовал в драках в барах, швыряясь кружками из-под пива или пивными бутылками. Также было известно, что Бейтс был главарём небольшой банды, которую позже бросил. Бейтс работал барменом в баре «Лонг», а после знакомства с одним из видных деятелей Ольстерских добровольческих сил Ленни Мёрфи вступил в это движение вместе с «Большим Сэмом».
В 1975 году Бейтс стал членом банды «Шенкиллских мясников», главарём которой был Мёрфи. Штабом банды служил бар «Браун Бэр» (англ. The Brown Bear, Бурый медведь), где собирались ольстерские лоялисты. «Мясники» печально прославились в Белфасте совершением особо жестоких убийств католиков в 1970-е годы. Жертв средь бела дня похищали и запихивали в чёрное такси, за рулём которого был Уильям Мур. Похищенных людей избивали до полусмерти и затем убивали: несколько человек были застрелены, но чаще всего «мясники» убивали похищенных с помощью мясницких ножей, топоров и тесаков (некоторым попросту перерезали глотки). Считается, что банда совершила не менее 19 убийств, в 18 из которых участвовал лично Мёрфи. Над многими жертвами бандиты надругались особо жестоким образом. Среди жертв оказались и несколько протестантов как из Ольстерских добровольческих сил, так и из Ассоциации обороны Ольстера, убитых во время разборок двух вышеуказанных группировок.
Бейтсу инкриминировали десять убийств, совершённых бандой. В частности, его обвиняли в убийстве Томаса Куинна (англ. Thomas Quinn) 8 февраля 1976 года, который отрёкся от ольстерских лоялистов; убийстве протестантских рабочих Арчибальда Ханны (англ. Archibald Hanna) и Рэймонда Карлайла (англ. Raymond Carlisle) 9 февраля 1976 года, которых Бейтс и Мёрфи по ошибке приняли за католиков; похищении и избиении до смерти члена Ассоциации обороны Ольстера Джеймса Мурхеда (англ. James Moorhead) 30 января 1977 года; похищении и убийстве католика Джозефа Моррисея (англ. Joseph Morrisey) 2 февраля 1977 года, спустя трое суток после убийства Мурхеда. Когда соратники Бейтса из ОДС узнали о его причастности ко многим убийствам, они ужаснулись, но не изгнали его из своих рядов. По словам Мартина Диллона, Бейтс также был одним из четырёх человек, которые 5 июня 1976 года напали на бар «Хлорэйн» в центре Белфаста и устроили резню, в результате которой погибли трое католиков и двое протестантов. Отряд Ольстерских добровольческих сил ворвался в бар на Грешем-стрит с криками «Протестанты — налево, католики — направо!», однако поскольку никто не отреагировал на предупреждения, нападавшие открыли беспорядочный огонь. Бейтс признал, что участвовал в нападении, но уверял, что не стрелял, поскольку у него заклинило револьвер, хотя экспертиза показывала, что из его револьвера в ту ночь были сделаны выстрелы. Сам главарь банды «мясников» Ленни Мёрфи во время нападения на бар «Хлорэйн» находился под стражей: его арестовали ещё 13 марта того же года по обвинению в убийстве 34-летнего католика Фрэнсиса Кроссана (англ. Francis Crossan).
16 июня 1977 года Бейтс был арестован: в мае того же года они напали на католика Джерарда Маклаверти (англ. Gerard McLaverty), избили его и сбросили его тело в канаву, решив, что он мёртв, однако выживший чудом Маклаверти выбрался из канавы и сообщил Королевской полиции Ольстера о том, что видел лица двух нападавших — Уильяма Мура и Сэмюэла Макаллистера. Обоих задержали на Шенкилл-Роуд на параде лоялистов, и на допросах арестованные выдали Бейтса и всех своих сообщников. 20 февраля 1979 года Бейтс решением суда Белфастской городской комиссии (англ. Belfast City Commission) был признан виновным в десяти убийствах, совершённых Шенкиллской бандой, и приговорён к пожизненному лишению свободы. Он получил, по разным данным, от 10 до 14 или 16 пожизненных сроков. Судья Тёрлаф О’Доннелл (англ. Turlough O’Donnell) порекомендовал отклонять любые прошения Бейтса о помиловании, за исключением случая серьёзной и неизлечимой болезни, и лично заявил осуждённому Бейтсу, что его деяния «навсегда останутся памятником слепой ненависти на религиозной почве». Главарь банды Ленни Мёрфи был признан виновным в незаконном хранении оружия и боеприпасов и приговорён к 12 годам тюрьмы (доказательств его причастности к убийствам так и не было представлено), однако отсидел всего 6 лет, продолжая руководить бандой из мест заключения. 16 ноября 1982 года Мёрфи, спустя четыре месяца после своего выхода на свободу, был застрелен.

## В тюрьме

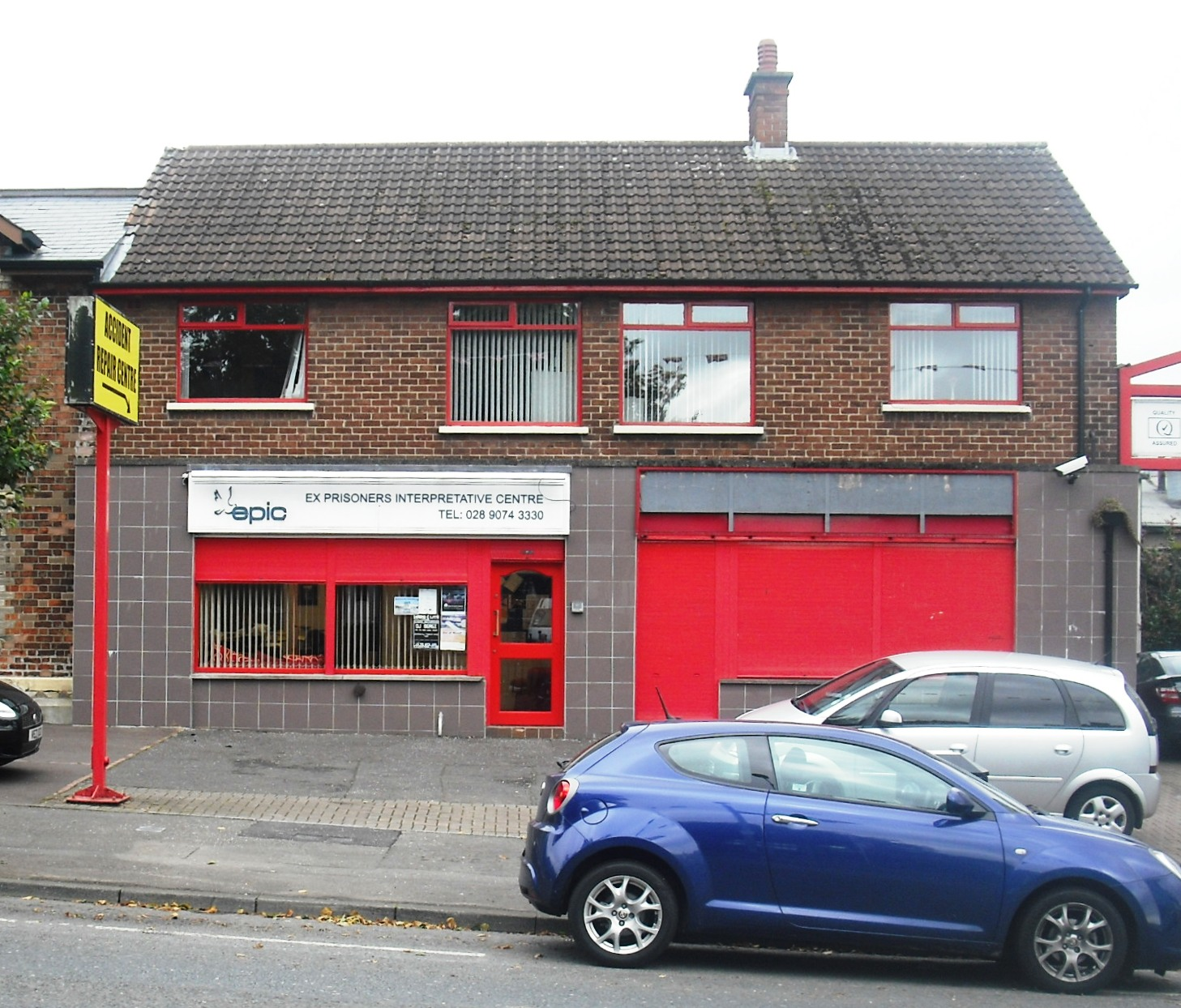
Центр трудоустройства EPIC для бывших заключённых, где работал Бейтс

Поначалу Бейтс участвовал в тюремных драках, поясняя это тем, что хотел продолжать жить по законам банды и поддерживать свой имидж бандита, известного под кличкой «Громила» (англ. Basher). Он командовал ротой заключённых из Ольстерских добровольческих сил и стал дисциплинированным бойцом. Однако в тюрьме Мэйз Бейтс стал отказываться постепенно от своих убеждений, сам принял крещение и даже крестил нескольких заключённых. Он раскаялся в своих преступлениях, о чём сообщили в протестантском журнале The Burning Bush, а после публичного призыва к мирному разрешению конфликта был переведён в тюрьму Магаберри. Одним из его друзей стал член Временной ИРА Брендан Хьюз, которого хотели убить лоялисты из ОДС, попытавшись подсунуть ему бомбу под матрас, но покушение было сорвано благодаря вмешательству Бейтса.
За полтора года до подписания Белфастского соглашения, в октябре 1996 года Бейтсу пересмотрели приговор, объявив об условно-досрочном освобождении Бейтса и ещё четверых лоялистов. Было принято решение устроить Бейтса на работу с обязательством возвращаться ночевать в тюрьму, а на свободе он мог проводить выходные под неусыпным наблюдением ответственных лиц. Решение об освобождении поддержал пастор Иан Мэйджор, с которым Бейтс также подружился в тюрьме. Бейтс работал в специальном реабилитационном центре EPIC для бывших узников-лоялистов на Аппер-Вудвейл-роуд. Освобождение Бейтса вызвало скандал: на первой полосе католической газеты The Irish News появилась обличающая публикация.

## Убийство
Около 9 часов утра 11 июня 1997 года Бейтс был убит тремя выстрелами в голову на своём рабочем месте. Изначально ходили слухи, что это сделал кто-то из ИРА, однако Ирландская национальная освободительная армия тотчас же отвергла все обвинения в свой адрес, а вскоре полиция официально исключила версию о причастности ирландских республиканцев к убийству. Следствие установило, что к убийству был причастен некий молодой боец Ассоциации обороны Ольстера, родственник Джеймса Мурхеда, который был убит в 1977 году «мясниками». Утверждалось, что убийца рассказал о своих мотивах Бейтсу, прежде чем застрелить его.
Руководство Ассоциации обороны Ольстера заявило, что не отдавало приказ о ликвидации Бейтса, но отказалось передавать убийцу в руки Ольстерских добровольческих сил и просто выдворило его из Шенкилла. Обвиняемый пустился в бега, пытаясь скрыться от ОДС, и поселился в Таумонахе, где стал лидером местного отделения Ассоциации обороны Ольстера, подчинявшегося Южно-Белфастской бригаде Джеки Макдональда. В конце 1997 — начале 1998 года, по некоторым данным, он вступил в ряды Лоялистских добровольческих сил, а в июне 1999 года несколько членов Ольстерских добровольческих сил предприняли неудачную попытку покушения на убийцу Бейтса.
Бейтс был женат, у него остались двое дочерей.

## Похороны и память
Имя Бейтса было помещено на знамя ложи Оранжевого ордена «Герои Олд-Бойн-Айленд» (англ. Old Boyne Island Heroes) на Шенкилл-Роуд. Родственники погибших от рук «Шенкиллских мясников» осудили это решение, сказав, что это надругательство над памятью убитых. В интервью Питеру Тейлору в защиту Бейтса высказался Дэвид Уоррен, один из членов ложи ордена:

Я знал его очень хорошо, он был моим другом лет 20-30 и для меня казался джентльменом [...] спокойным, адекватным парнем, а что касается Ложи — добропорядочным человеком.
Оригинальный текст (англ.)I knew him very well and he'd been a personal friend for twenty or thirty years and to me he was a gentleman [...] an easy-going, decent fellow, and as far as the Lodge is concerned, a man of good-standing.

Поминальную службу провёл преподобный Алан Смайли из Свободной пресвитерианской церкви Ольстера. Похороны состоялись 17 июня 1997 года на кладбище Роузлаун, на них присутствовали многие члены Оранжевого ордена. Среди присутствующих была активистка движения за мир Мейрид Магуайр, утверждавшая, что Бейтс раскаялся в своих преступлениях и просил о прощении за то, что совершил. На месте его убийства спустя два дня после похорон прошла поминальная служба при участии отца Джерри Рейнольдса из монастыря Клонард.
Изображение Бейтса, по мнению некоторых, присутствует на обложке альбома Searching for the Young Soul Rebels группы Dexys Midnight Runners.